# Proasellus vandeli
Proasellus vandeli és una espècie de crustaci isòpode pertanyent a la família dels asèl·lids.

## Hàbitat
És una espècie estigobiont, la qual viu en aigües dolces subterrànies.

## Distribució geogràfica
Es troba a Europa: els Pirineus Atlàntics (França).